# Nano (prefixum)
A nano- az SI-mértékegységrendszerben a 10-9 (0,000000001) szorzótényezőt jelző előtag (prefixum). 1960-ban iktatták be a hivatalos használatba. A görög νᾶνος (nánosz, törpe) szóból ered. Betűjele: n. 
Leggyakrabban az idő és a hosszúság mértékegységei mellett használatos, elsősorban az elektronikában vagy a számítógépes rendszerekben. Példák: 
- Az emberi köröm átlagosan 1 nanométert nő másodpercenként.
- 3 egymás mellé felsorakoztatott aranyatom 1 nanométer hosszúságot tesz ki.
- 1,0 nanoszekundum szükséges a fénynek, hogy megtegyen 30 cm-t a levegőben, illetve 20 cm-t optikai szálban.
- 1,0 nanoszekundum a ciklusideje egy 1 GHz-es processzornak.

A nano- előtag nem mértékegységekre való alkalmazásakor a nanotechnológiára vonatkozik, vagy nanoszkopikus méretekre utal.